# Elefantina

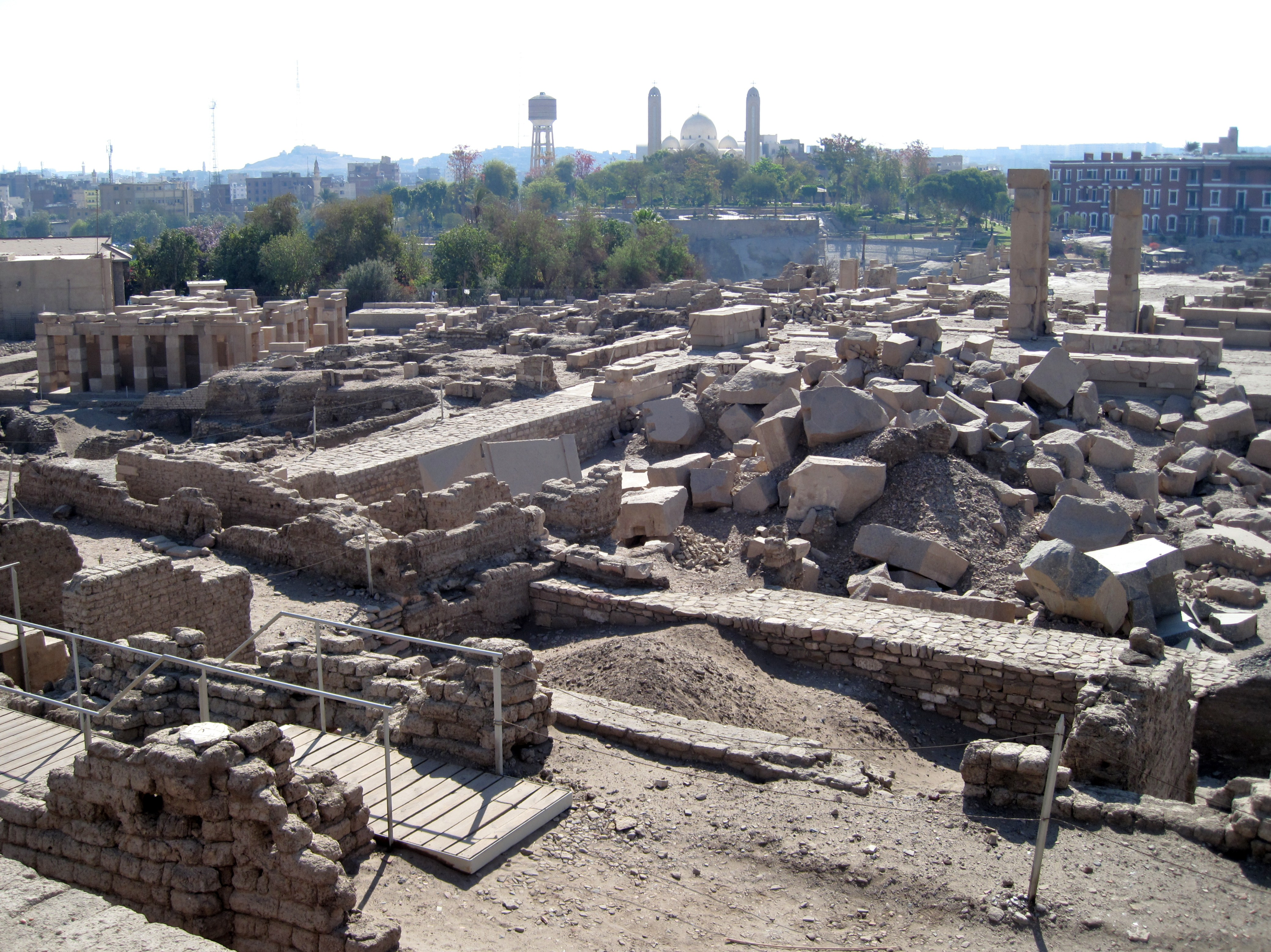
Tempio di Khnum

Elefantina (in arabo جزيرة الفنتين‎?, in greco: Ἐλεφαντίνη Elephantínē) è il nome di origine greca di un'isola che si trova al centro del Nilo poco dopo la prima cateratta di fronte ad Assuan, l'antica Syene.

## Storia
In epoca egizia, I dinastia aveva il nome di Abw oppure Yebu, ovvero "Città dell'Elefante" ed era la capitale del I distretto (nomo in greco) dell'Alto Egitto detto Terra degli archi. Il sito, già abitato durante l'epoca predinastica, aveva come divinità principale Satet a cui successivamente si unirono Khnum ed Anuqet.
L'isola conserva numerosi ed importanti resti archeologici come il tempio divino dedicato al dio Khnum, un importante nilometro, una piccola piramide risalente all'Antico Regno ed un calendario chiamato "Calendario di Elefantina" risalente al regno di Thutmose III della XVIII dinastia.
Il sovrano Djoser in memoria di una sua visita nel tempio di Khum per porre termine ad una carestia, fece erigere una stele detta Stele della carestia, mentre un'altra stele celebra il sovrano Sesostri III per il restauro operato sulla fortezza di Elefantina. Successivamente il sovrano Ahmose I della XVIII dinastia stabilì ad Elefantina la sede amministrativa del viceré della Nubia mentre risale ad epoca tolemaica un piccolo tempio.
L'isola viene chiamata così per la forma caratteristica delle proprie rocce. Nel 230 a.C. da quest'isola, il matematico greco Eratostene di Cirene, calcolò per la prima volta la circonferenza della Terra.
Gli ebrei d'Egitto usarono l'isola come fortezza e vi costruirono un grande tempio che venne distrutto nel 411 o 410 a.C.
Il sito presenta una peculiare singolarità che lo rende estremamente interessante per la scienza delle religioni. La colonia ebraica che visse su quest'isola, vi si recò probabilmente per sfuggire dalla deportazione a Babilonia da parte di Nabucodonosor nel VII secolo a.C. Come si sa, l'ebraismo cambiò radicalmente dopo il ritorno dalla cattività babilonese, tanto che da quel momento in poi non si parla più di ebraismo ma di giudaismo. La comunità ebraica di Elefantina, tuttavia – come fatto supporre da alcune prove archeologiche ritrovate all'interno degli scavi avvenuti negli anni Trenta del XX secolo sull'isola – sembrerebbe un raro caso di comunità ebraica che ha mantenuto concezioni, tradizioni religiose e costumi sociali che caratterizzarono l'ebraismo pre-esilico e come tale ha riscosso un particolare interesse tra gli studiosi delle religioni.
La città dà il nome ad alcuni famosi papiri come quello risalente alla XIII dinastia e quello del V secolo a.C., scritto in lingua aramaica ritrovati agli inizi del XIX secolo.
Oggi l'isola ospita il Museo della Nubia.

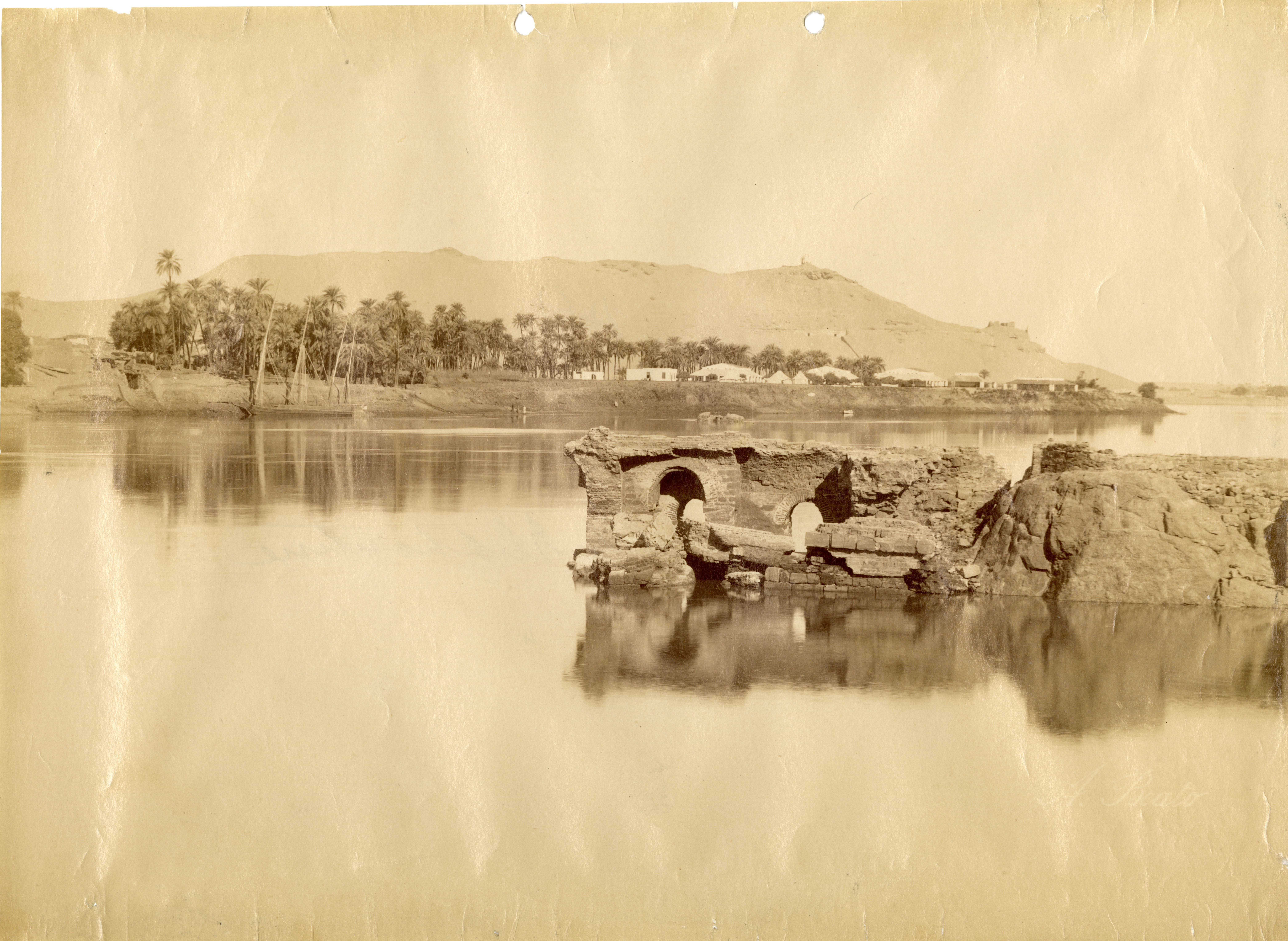
Vista di Elefantina dalla riva del Nilo, c. 1870-1888
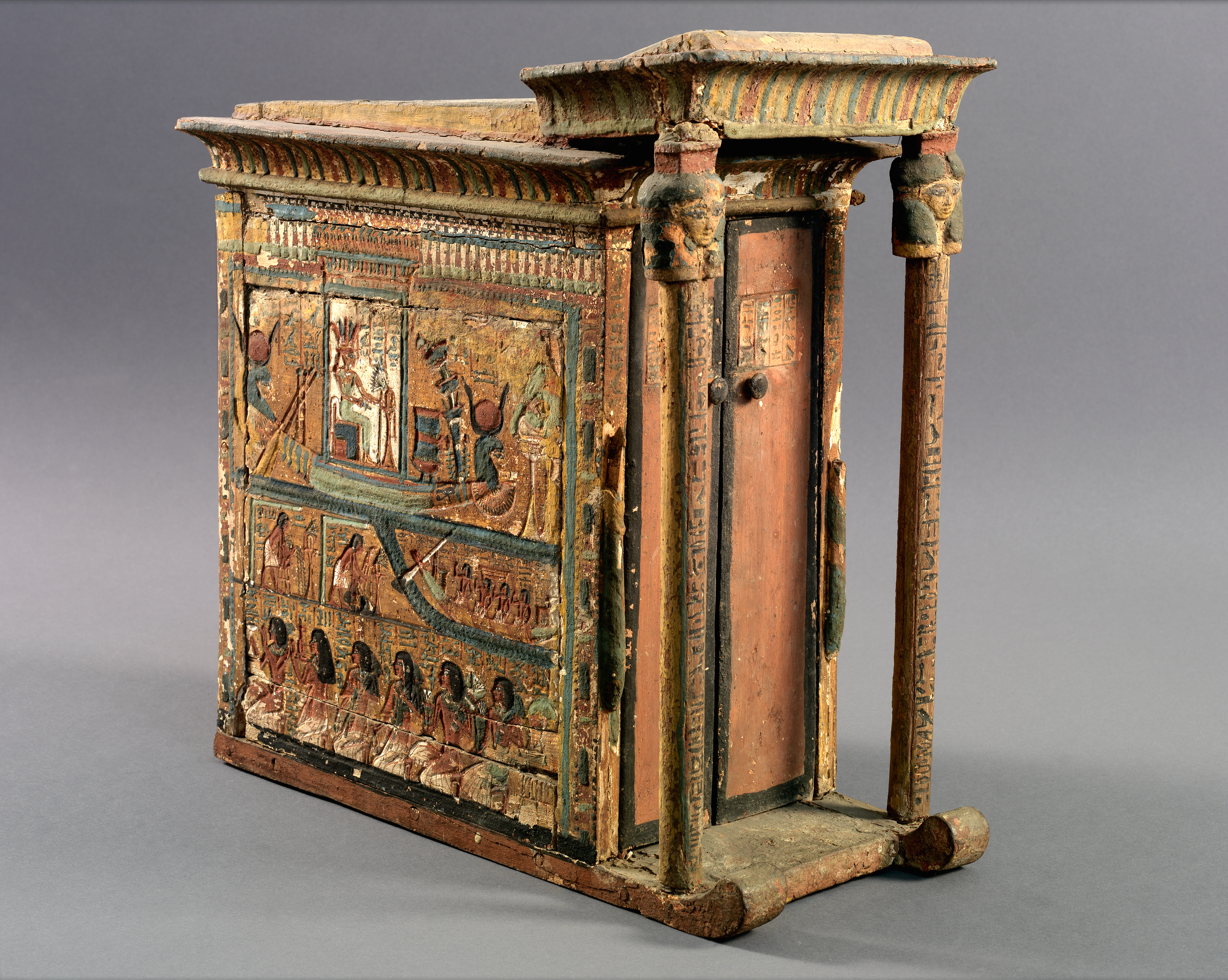
Naos votivo ligneo con slitta e pronao sorretto da colonne hatoriche, dedicato dall'artigiano Kasa alla Triade di Elefantina. Museo Egizio, Torino.